# 小平市立小平第三小学校
小平市立小平第三小学校（こだいらしりつ こだいらだいさんしょうがっこう）は、東京都小平市にある公立小学校。
略称は小平三小（こだいらさんしょう）、三小（さんしょう）。

## 概要
小平市回田町にある小学校で、140年以上の歴史をもつ。
学区は回田町のほか、上水南町や喜平町、御幸町としている。

## 沿革
当校の起源は、1880年に開校した私立の桜蔭学校（おういんがっこう）である。回田新田の名主でのちに小平村の初代村長となる、斉藤忠輔の敷地内に開校した。
- 1880年（明治13年）10月 - 私立の「桜蔭学校」が、回田新田に開校[4]。
- 1941年（昭和16年）4月 - 国民学校令施行に伴い、「小平第三国民学校」に改称[4]。
- 1947年（昭和22年）4月 - 学校教育法施行に伴い、「小平町立小平第三小学校」に改称[4]。
- 1954年（昭和29年） - 上鈴木地区の児童を小平第四小学校へ移籍[5]。
- 1960年（昭和35年） - 新校歌を制定[5]。
- 1976年（昭和51年） - 小平市立鈴木小学校の開校に伴い、児童138人を移籍[5]。
- 2000年（平成12年） - 校地西側を拡張。理科観察池を設置[5]。
- 2009年（平成21年） - コミュニティ・スクールに指定[1]。
- 2012年（平成24年） - 五日市街道歩道拡張工事に伴う校地改修工事を実施[1]。
- 2016年（平成28年） - 東京オリンピック・東京パラリンピック教育重点校および特別の教科 道徳の先行実施モデル校に指定[1]。
- 2017年（平成29年） - 校庭拡張工事を実施（第二校庭）[1]。
- 2019年（令和元年） - 青少年赤十字に加盟[1]。

## 学区
- 小平市
  - 回田町（106番地 - 129番地、162番地 - 186番地、210番地 - 229番地、242番地 - 254番地、276番地 - 294番地、310番地 - 324番地、340番地 - 357番地、377番地 - 393番地）
  - 上水南町2丁目（2番地 - 30番地）
  - 上水南町3・4丁目（全域）
  - 喜平町1・2丁目（全域）
  - 御幸町（1番地 - 62番地、64番地 - 86番地、112番地 - 130番地、132番地、133番地、180番地 - 199番地、225番地 - 236番地、271番地 - 283番地、306番地 - 329番地、346番地 - 354番地）

このうち回田町の都道248号府中小平線以東と御幸町は、児童数の偏りを緩和する調整区域に指定されており、回田町は鈴木小学校、御幸町は鈴木小学校または小平第八小学校へ通学することが可能である。
出典：

## 卒業後の進路
基本的に小平市立上水中学校と小平市立花南中学校および小平市立小平第三中学校へ進学する。そのほか、私立校や国立・都立校に受験進学する者もいる。

## アクセス

### 鉄道
- 西武多摩湖線 - 一橋学園駅から徒歩で約24分

### バス
- 「回田町」バス停（立川バス・西武バス）から徒歩で約3分

## 周辺
- 回田わかくさ公園
- 小桜橋
- マルバーンガレッジTokyo

## 著名な出身者
- 小栗旬 - 俳優、映画監督、実業家
- 村上茉愛 - 体操選手[6]
- 安田洋祐 - 経済学者、実業家[7]